# Kazuko Miyamoto
Kazuko Miyamoto (宮本 和子, Miyamoto Kazuko, geboren 1942 in Tokio, Japan) ist eine japanische Künstlerin und Galeristin.

## Frühes Leben und Ausbildung
Kazuko Miyamoto wurde während des Zweiten Weltkriegs 1942 in Tokio geboren. Von 1962 bis 1964 nahm sie an der Diskussionsgruppe für zeitgenössische Kunst Gendai Bijutsu Kenkyūjo in Tokio teil. 1964 wanderte Miyamoto in die USA aus. Sie lebte zunächst in Pennsylvania, Westchester, und Philadelphia, bevor sie in die Lower East Side von New York City zog. Ab 1964 begann sie ein Studium an der Arts Student League, das sie 1968 abschloss. Zu ihren Lehrern zählte der amerikanische Künstler Charles Henry Alston (1907–1977), der sie ermutigte, abstrakt zu arbeiten. Anschließend studierte sie ein Jahr lang bis 1969 Druckgrafik am Pratt Graphic Art Center.
1969 lernte Kazuko Miyamoto Sol LeWitt kennen – bei einem Feueralarm vor dem Gebäude in der Hester Street 117, in dem beide zu dieser Zeit wohnten. Dort hatten auch andere bekannte Persönlichkeiten der New Yorker Kunstszene ihre Ateliers und Wohnräume, darunter Adrian Piper. Miyamoto wurde Sol LeWitts Studioassistentin und fertige zunächst grid sculptures für ihn an, später führte sie seine wall drawings aus. Darüber hinaus verband die beiden eine Freundschaft und LeWitt förderte und unterstützte Miyamotos künstlerische Arbeit.

## Künstlerisches Schaffen
Miyamoto arbeitet in den Medien Fotografie, Malerei, Performance, Skulptur und Zeichnung. Ihr Schaffen wird mit den Kunstströmungen des Minimalismus, Post-Minimalismus und der Performancekunst assoziiert. Stilistisch eignet sie sich die formalen Aspekte des Minimalismus an, subvertiert jedoch deren strikte Ablehnung von Subjektivität ironisch.
Frühe Malereien entstehen seit Mitte der 1960er-Jahre bis Anfang der 1970er-Jahre. Von 1972 bis 1979 entwickelt sie die sogenannten string constructions: zwei- und dreidimensionale Skulpturen, die aus handelsüblichen Nägeln und aus hunderten, manchmal Tausenden Baumwollfäden bestehen und abstrakte, geometrische Formen annehmen. Die Arbeiten sind ephemer und müssen für jede Präsentation neu aufgebaut werden.
Ab 1980 beginnt Miyamoto zunehmend, sich mit Körperlichkeit und der Beziehung zu Natur auseinanderzusetzen. Sie verlässt die Sphäre der post-minimalistischen Kunst und widmet sich organischen Formen, Naturmaterialien wie Zweigen und dreht ungefärbtes Papier zu langen Seilen. Ihre Abreiten sind zunehmend von ihrer japanischen Herkunft inspiriert. Ab 1987 bis Mitte der 2000er-Jahre kommen zudem Kimonos als Motiv und Material in Verwendung.

## Kuratorische Praxis

### A.I.R. Gallery
Von 1974 bis 1983 ist Miyamoto aktives Mitglied der A.I.R. Gallery, der ersten Vereinigung in den Vereinigten Staaten, die ausschließlich von bildenden Künstlerinnen betrieben wird und der auch berühmte Künstlerinnen wir Nancy Spero und Ana Mendieta angehören. Dort zeigt sie ihre Arbeiten in sechs Einzelausstellungen zwischen 1975 und 1983.

### Gallery Onetwentyeight
1986 gründet Miyamoto einen eigenen Kunstraum unter dem Namen Gallery Onetwentyeight in der Rivington Street, die sie bis 2023 führt.

## Ausstellungen

### Einzelausstellungen (Auswahl)
- 2024: Kazuko Miyamoto. Belvedere 21, Wien[6]
- 2023: Kazuko Miyamoto. Museo d’Arte Contemporanea Donna Regina, Neapel[7]
- 2022: Kazuko Miyamoto: To perform a line. Japan Society, New York City[8]

## Sammlungen
Werke der Künstlerin befinden sich in zahlreichen privaten und öffentlichen Sammlungen, darunter: Metropolitan Museum of Art, San Francisco Museum of Modern Art, Princeton University Art Museum, National Museum of Modern Art, Tokio, National Museum of Modern Art, Kyoto, Österreichische Galerie Belvedere, Lentos Kunstmuseum Linz, Art Gallery of New South Wales, Smithsonian American Art Museum und Yale University Art Gallery.